# Kōshō Uchiyama
Kōshō Uchiyama (内山 興正, Uchiyama Kōshō, 1912 - 13 mars 1998) est un maître du bouddhisme zen japonais de l'école Sōtō.

## Biographie
Né en 1912 à Tōkyō, il effectue ses études supérieures à l'Université Waseda. Il reçoit un master en philosophie occidentale en 1937. Il est ordonné moine en 1941 par son Maître, Kodo Sawaki. À la mort de ce dernier, en 1965, il devient le sixième abbé du temple d'Antaiji. En 1975, Uchiyama se retire avec sa femme dans un temple proche de Kyōto. Il meurt le 13 mars 1998 à l'âge de 86 ans.

## Publications
- Réalité du Zen, Paris, Courrier du Livre, 1993.
- Ouvrir la main de la pensée: Méditer dans le bouddhisme zen, Paris, Eyrolles, 2013.
- Kado Sawaki, un zen vagabond, Paris, Le Relié, 2016. (Textes de Kodo Sawaki, commentés par Kōshō Uchiyama et Shōhaku Okumura)